# Orbitammina
Orbitammina es un género de foraminífero bentónico de la subfamilia Orbitopsellinae, de la familia Mesoendothyridae, de la superfamilia Loftusioidea, del suborden Loftusiina y del orden Loftusiida. Su especie tipo es Orbicula elliptica. Su rango cronoestratigráfico abarca el Bathoniense (Jurásico superior).

## Discusión
Clasificaciones previas incluían Orbitammina en la familia Orbitopsellidae de la superfamilia Cyclolinoidea, así como en el suborden Textulariina del orden Textulariida o en el orden Lituolida.

## Clasificación
Orbitammina incluye a la siguiente especie:
- Orbitammina elliptica